# Эрцгебиргский диалект
Эрцгебиргский диалект (нем. Erzgebirgisch; также — Aarzgebèèrgsch [aːɰtskəpɛːɰjkʂ]) — диалект немецкого языка, распространённый в Рудных горах. Из-за сильной подвижности населения, многочисленных контактов с верхнесаксонскими диалектами, относительно плохой понятности число носителей эрцгебиргского диалекта сокращается. На сегодняшний день на нём говорят около полумиллиона человек.
По официальной версии учёных, занимающихся вопросами немецкой диалектологии, происхождение эрцгебиргского диалекта тесно связано с миграцией предков носителей баварских и восточно-франкских диалектов, которые около 1000 лет назад вытеснили из Рудных гор славян. С точки зрения лингвистики эрцгебиргский диалект изучен недостаточно. Остро стоит вопрос о его сохранении.